# Silvius atitlanensis
Silvius atitlanensis är en tvåvingeart som beskrevs av John F. Hays 1960. Silvius atitlanensis ingår i släktet Silvius och familjen bromsar. Inga underarter finns listade i Catalogue of Life.